# ويليام سكوت (لاعب كريكت)
ويليام سكوت (بالإنجليزية: William Scott)‏ (14 يونيو 1882 - 30 سبتمبر 1965 في أستراليا) هو لاعب كريكت أسترالي. لعب مع فريق فكتوريا للكريكت.

## وصلات خارجية
- ويليام سكوت (لاعب كريكت) على موقع إي آس بي آن كريك إنفو (الإنجليزية)